# Thracia villosiuscula
Thracia villosiuscula är en musselart som först beskrevs av Macgillivray 1827.  Thracia villosiuscula ingår i släktet Thracia och familjen Thraciidae. Arten är reproducerande i Sverige. Inga underarter finns listade i Catalogue of Life.